# Pierre Rabhi

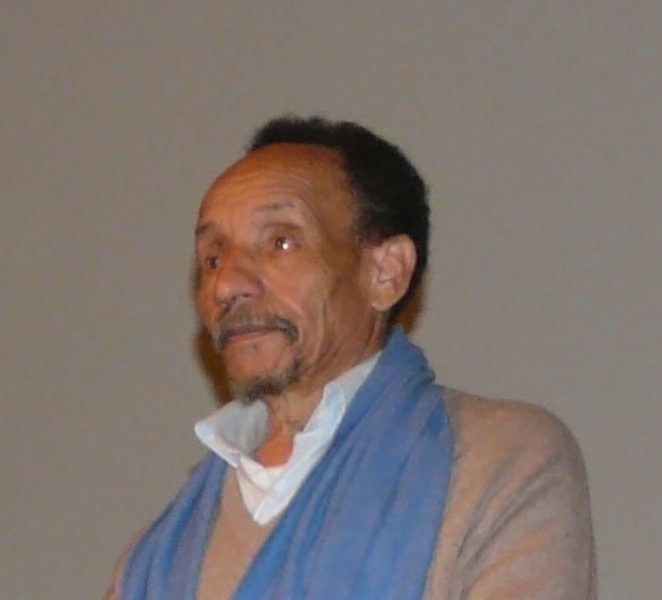
Pierre Rabhi 2010

Pierre Rabhi (* 29. Mai 1938 in Kenadsa, Algerien; † 4. Dezember 2021) war ein französischer Schriftsteller, Landwirt und Umweltschützer, Erfinder des Konzepts „Oasis en tous lieux“ – „Oasen an allen Orten“.
Er propagierte ein Gesellschaftsmodell, in dem Mensch und Umwelt im Mittelpunkt stehen und respektiert werden sollen und praktizierte eine Landwirtschaft, die das „natürliche Gleichgewicht der Umwelt“ unterstützt. Dabei entwickelte er Projekte für Länder, die an Wassermangel und Dürre leiden. Berühmt machte ihn unter anderem die Fabel vom Kolibri. 2006 gründete er gemeinsam mit Cyril Dion die „Kolibri-Bewegung“ (Mouvement Colibris).

## Leben und Werk

### Jugend in Algerien
Pierre Rabhi wurde 1938 in Kenadsa im Süden von Algerien geboren. Seine Mutter starb, als er vier Jahre alt war. Sein Vater, ein Schmied, Musiker und Poet, schickte ihn in die französische sowie eine islamische Schule und vertraute seinen Sohn einem französischen Paar an, einem Ingenieur und einer Lehrerin, die in dem Dorf arbeiteten. Somit wuchs Pierre Rabhi sowohl mit einer europäisch-katholisch geprägten als auch mit der islamischen Kultur auf: als 16-Jähriger entschloss er sich zum Ärger seines Vaters, zum Christentum zu konvertieren.
Bei Ausbruch des Algerienkriegs 1954 sah er sich in einer heiklen Situation: Sein Vater akzeptierte ihn nicht mehr, und sein „Adoptivvater“ hatte ihn aufgrund eines Konflikts aus dem Haus geworfen – er übersiedelte nach Paris.

### In Frankreich
In Frankreich arbeitete er in einer Fabrik, wo er seine spätere Ehefrau Michèle kennenlernte. Beide wollten nicht auf Dauer in der Stadt leben und sahen ihre Zukunft in der Landwirtschaft. Die Begegnung mit Pierre Richard, Arzt und visionärer Ökologe, der sich zu dieser Zeit mit der Schaffung eines Nationalparks in den Cevennen befasste, motivierte sie, ihr Vorhaben zu verwirklichen: Sie übersiedelten in das Département Ardèche und ließen sich dort 1960 endgültig nieder. Pierre Rabhi wendete sich an ein Maison familiale rurale und absolvierte einen Diplomlehrgang für Landwirtschaft. Nach drei Jahren als Landarbeiter machte er sich selbständig, um Biodynamische Landwirtschaft zu betreiben.

### Tätigkeit in Entwicklungsländern und bei internationalen Organisationen
1978 wurde er bei der CEFRA (Centre d'études et de formation rurales appliquées, Zentrum für Studien und angewandte ländliche Ausbildung) zuständig für den Lehrgang „Agrarökologie“. 1981 reiste er auf Anfrage des afrikanischen Staates Burkina Faso und unterstützt vom CRIAD (Centre de relations internationales entre agriculteurs pour le développement, Zentrum für internationale Beziehungen zwischen Landwirten zur Entwicklung) nach Afrika, wo er sich in der Aktion „Landwirte ohne Grenzen“ einsetzte; 1985 schuf er mit Hilfe des Vereins Le Point Mulhouse eine Ausbildungseinrichtung für Agrarökologie in Gorom-Gorom.
1988 gründete er den CIEPAD (Carrefour international d'échanges de pratiques appliquées au développement, Zentrum für internationale angewandte Entwicklungs-Praktiken). Er führte verschiedene Projekte wie Lehrgänge und Sensibilisierungskampagnen durch und organisierte Entwicklungsprojekte in Marokko, Palästina, Algerien, Tunesien, Senegal, Togo, Benin, Mauretanien, Polen und der Ukraine.
Seit 1994 setzte er sich für die Bewegung Oasis en tous lieux ein, für eine Rückkehr zur „Nährmutter Erde“ und für die Organisationen eines sozialen Netzwerks. 1997 und 1998 intervenierte er auf Anfrage der UNO im Zusammenhang mit ihrer Konvention zum Kampf gegen die Desertifikation und wurde um konkrete Vorschläge gebeten.
1999 und 2001 entstanden neue Entwicklungsprojekte in Niger (Region Agadez) und in Mali (Region Gao). 2003 gründete er mit Michel Valentin den Agro-ökologischen Verein Les Amanins, der sich aktiv für die ökologische Landwirtschaft einsetzt, für die Bildung und im Bausektor. Die Frage „Was für einen Planeten werden wir unseren Kindern hinterlassen, welche Kinder werden wir dem Planeten hinterlassen?“ ist das Leitmotiv des Vereins.
Pierre Rabhi organisierte regelmäßig Konferenzen und Workshops zu den Themen Wachstumsrücknahme und „simple living“ („einfaches Leben“). Vom Europäischen Sozialforum wurde er als Redner eingeladen. 2007 gründete er die „Bewegung für die Erde und den Humanismus“ (Mouvemenent pour la Terre et l’Humanisme, auch „Colibris“).

## Schriften
- Glückliche Genügsamkeit, Matthes & Seitz Berlin 2015 (auch als E-Book) (Frz. Originalausgabe: Vers la Sobriété Heureuse. Actes Sud. April 2010.)
- Du Sahara aux Cévennes ou la reconquête du songe (autobiographie), Éditions de Candide, Lavilledieu, 1983, rééd. Albin Michel, Paris, 1995, rééd sous le titre Du Sahara aux Cévennes: itinéraire d’un homme au service de la Terre-Mère, Albin Michel, Paris 2002.
- Le Gardien du Feu (roman), Éditions de Candide, Lavilledieu, 1986, Éditions Albin Michel, Paris 2003.
- L’Offrande au crépuscule (Prix des sciences sociales agricoles du ministère de l’Agriculture), Éditions de Candide, Lavilledieu, 1989, rééd. aux éditions L’Harmattan 2001.
- Le Recours à la terre (recueil d’articles), Éditions Terre du Ciel, Lyon 1995, nouvelle éd. augm. 1999.
- Parole de Terre: une initiation africaine, Éditions Albin Michel, Paris 1996 (préface de Yehudi Menuhin).
- Manifeste pour des Oasis en tous lieux, ouvrage collectif sous la direction de Pierre Rabhi, 1997.
- Le Chant de la Terre interview par Jean-Pierre et Rachel Cartier, Editions La Table Ronde, Paris 2002
- Graines de possibles, regards croisés sur l'écologie avec Nicolas Hulot, Ed Calmann-Lévy, Paris 2005, ISBN 2-7021-3589-7
- Conscience et environnement, Éditions du Relié, Gordes 2006, ISBN 978-2-914916-73-8
- La part du colibri, l’espèce humaine face à son devenir, Editions de l’aube, 2006 (témoignage au festival du livre de Mouans-Sartoux en 2005).
- Ecologie et spiritualité, collectif, Paris, Albin Michel, 2006. Avec entre autres, Jacques Brosse, André Comte-Sponville, Eugen Drewermann, Albert Jacquard, Jacques Lacarrière, Théodore Monod, Jean-Marie Pelt, Annick de Souzenelle…
- Préface de Alerte aux vivants et à ceux qui veulent le rester – Pour une renaissance agraire de Pierre Gevaert, éd Sang de la Terre, 2006.
- Terre-Mère, Homicide volontaire ? Entretiens avec Jacques Olivier Durand, Le Navire en pleine ville, 2007.
- Manifeste pour la Terre et l’Humanisme, Pour une insurrection des consciences, Actes Sud, 2008.
- Préface de La stratégie du colibri, de Séverin Millet, Minerva, 2008.
- Le scénario Titanic, et autres métaphores écologiques…, de Hugues Gosset-Roux (Préface de Pierre Rabhi), Jouvence, 2008.
- Préface de Une seule Terre pour nourrir le Monde, de Florence Thinard, Gallimard Jeunesse, octobre 2009.
- Pierre Rabhi rédacteur en chef du numéro 77 de la revue Interdépendances. April 2010.